# Borsay
BORSAY, a.s. je česká leasingová společnost. 31. října 2013 soud rozhodl o jejím úpadku, nezajištění věřitelé získali pouze 0,13 % hodnoty svých pohledávek.
V roce 2007 společnost uskutečnila leasing technologického zařízení pro ústeckou společnost SETUZA a.s. ve výši 725 milionů korun. Ve spolupráci se slovenským obchodníkem s cennými papíry KEY INVESTMENTS o.c.p. vydala dluhopisy v nominální hodnotě 200 milionů korun úročené 12M PRIBOR + 3,2% p.a. splatné 31. prosince 2012. Dále v roce 2007 poskytla dlouhodobou půjčku ve výši 70 milionů korun společnosti E Side Property a 32,5 milionu korun společnosti Tacit Property. Aktiva společnosti byla navýšena o blíže nespecifikovaný nedokončený dlouhodobý nehmotný majetek v účetní hodnotě 98 milionů korun. Od slovenské ratingové agentury EUROPEAN RATING AGENCY, a.s. obdržela v roce 2008 pro své dlouhodobé korunové závazky rating BBB se stabilním výhledem.
V roce 2009 E Side Property vypůjčených 70 milionů korun splatila, prostředky byly využity k odkupu vydaných dluhopisů. Závazky z titulu vydaných dluhopisů tak poklesly na 130 milionů korun. Mezi držitele dluhopisů patří Hornická zaměstnanecká zdravotní pojišťovna (4.630 dluhopisů v nominální hodnotě 46 milionů korun), MČ Praha 6 (2.126 kusů, prodáno v roce 2013), MČ Praha 10 (137 kusů) a město Sokolov (90 kusů), které je nakoupily prostřednictvím společnosti Key Investments.
V roce 2010 byla z majetku vyřazena call opce s pořizovací cenou 85 milionů korun. Tato opce expirovala již v roce 2009, ztráta tedy byla zaúčtována na účet neuhrazená ztráta minulých let. Vlastní kapitál společnosti poklesl do záporných hodnot.
V roce 2011 společnost Key Oak prodala svůj 100% podíl společnosti Birgo. K dlouhodobému nehmotnému majetku byla vytvořena opravná položka v plné výši (89 milionů korun), protože tento majetek nebyl v roce 2011 využíván. Na konci roku 2011 měla společnost Borsay pohledávky z obchodního styku ve výši 19,0 milionů korun, z toho 18,5 milionu korun po splatnosti. Závazky z obchodního styku dosáhly výše 14,4 milionů korun, z toho 14,2 milionu korun po splatnosti. Podle Hospodářských novin ručí společnost E Side Property za závazky společnosti Borsay až do výše 250 milionů korun. Ztrátové hospodaření společnosti Borsay by tedy mohlo ohrozit investice městských částí Praha 6 a Praha 10 do dluhopisů E Side Property.
3. října 2012 se stal jediným členem představenstva Jakub Malich, který 23. října 2012 zmocnil k zastupování ve všech právních věcech Milana Kučeříka.
7. března 2013 postoupila Česká spořitelna své zajištěné pohledávky za společností Borsay na společnost Stiers & Company s.r.o. Tyto pohledávky byly 23. dubna 2013 dále postoupeny na společnost Nordbohemia Credit, s.r.o., která je a 13. května 2013 postoupila na společnost Sarpent, s.r.o. podnikatele Tomáše Machotky.